# میزوری‌سیتی (تگزاس)
میسوری سیتی، تگزاس(به انگلیسی: Missouri City, Texas) شهری در ایالت تگزاس از ایالات جنوبی ایالات متحده آمریکا است. در سرشماری سال ۲۰۰۰، جمعیت این شهر ۶۳۹۱۰ نفر اعلام شد.